# Хантингтон (Масачусетс)
Хантингтон (енгл. Huntington) насељено је место без административног статуса у америчкој савезној држави Масачусетс.

## Демографија
По попису из 2010. године број становника је 936.
| Група             | 2000.    | 2010.       |
| Белци             | 0 (0,0%) | 897 (95,8%) |
| Афроамериканци    | 0 (0,0%) | 4 (0,4%)    |
| Азијати           | 0 (0,0%) | 2 (0,2%)    |
| Хиспаноамериканци | 0 (0,0%) | 16 (1,7%)   |
| Укупно            | 0        | 936         |